# Ophisops
Ophisops és un gènere de llangardaixos pertanyent a la família Lacertidae.

## Taxonomia
- Ophisops beddomei
- Ophisops elbaensis
- Ophisops elegans
- Ophisops jerdonii
- Ophisops leschenaultii
- Ophisops microlepis
- Ophisops minor
- Ophisops occidentalis